# مناورة باب المصيدة
مناورة الباب المصيدة أو مناورة الباب السري في إعادة الهيكلة المالية هي تقنية قانونية ومالية تستخدمها بعض الشركات لنقل الضمانات – وخصوصًا الملكية الفكرية – إلى شركات تابعة غير مقيدة، مما يبعد هذه الأصول عن متناول الدائنين الحاليين.
تعتمد هذه المناورة على نقل الأصول إلى شركة فرعية جديدة، ثم تقوم الشركة الأم بالحصول على ترخيص لاستخدام هذه الأصول، الأمر الذي يتيح لها إصدار ديون جديدة تستند إلى ضمانات تم فصلها قانونيًا عن الدائنين الأصليين.
وتستغل الشركات هذه الآلية عبر ثغرات في شروط العهد التعاقدي الخاصة بالديون. تبدأ العملية بتحديد السعة الاستثمارية المسموح بها ضمن تلك الشروط، ثم نقل الضمانات إلى شركة تابعة "مقيدة" ولكن ليست طرفًا في الاتفاقات الائتمانية. بعد ذلك، تُحول الضمانات إلى شركة تابعة "غير مقيدة"، لتصبح بذلك خارج نطاق السلطة القانونية للمُقرضين الحاليين.
تُعد هذه المناورة من ابتكار شركة التجزئة J.Crew، التي استخدمتها في عام 2016 خلال إعادة هيكلة ديونها، حيث نقلت علامات تجارية تقدر بـ250 مليون دولار إلى جزر كايمان، لتكون تلك العلامات خارج متناول الدائنين من الناحية القانونية. ثم استخدمت الشركة التابعة الجديدة للحصول على تمويل إضافي بقيمة 300 مليون دولار من بلاكستون.
وقد تبنت العديد من الشركات الأخرى التي تواجه أزمات مالية هذه المناورة، منها ترافلبورت، وRevlon، وNeiman Marcus، وParty City، وCirque du Soleil. ومع حلول عام 2024، بدأت بعض الشركات الأوروبية أيضًا في استخدام هذه الاستراتيجية ضمن خطط إدارة الديون.